# Naifu
 (septembre 2021).
Si vous disposez d'ouvrages ou d'articles de référence ou si vous connaissez des sites web de qualité traitant du thème abordé ici, merci de compléter l'article en donnant les références utiles à sa vérifiabilité et en les liant à la section « Notes et références ».
Naifu est un groupe de rock japonais formé en 2005.( J-Rock) Il est composé d'un chanteur principal (Naoki Kojin) qui joue également de la guitare, à l'instar de Siyon Morishita, à la basse on retrouve Fuma Murakami. Le dernier membre joue de la batterie (Atsushi Yamaguchi). Le groupe est connu pour avoir interprété des Opening d'animes[Quoi ?], notamment Détective Conan ou Golgo 13. À l'origine, le groupe comptait un 5ème membre.

## Single
Le 23 juillet 2008 le groupe sort son premier single Take The Wave qui est l'opening du Mangas Golgo 13. Le 19 novembre c'est au tour de Mysterious de voir le jour qui est l'opening de Détective Conan Le dernier single en date est Koi Gokoro Kagayaki Nagara qui lui est sorti le 4 février 2009